# Salah Edin
 (octobre 2015).
Si vous disposez d'ouvrages ou d'articles de référence ou si vous connaissez des sites web de qualité traitant du thème abordé ici, merci de compléter l'article en donnant les références utiles à sa vérifiabilité et en les liant à la section « Notes et références ».
Salah Edin, de son vrai nom Abid Tounssi né le 23 juin 1980 à Alphen-sur-le-Rhin aux Pays-Bas, est un rappeur néerlando-marocain, mis en avant par le célèbre rappeur néerlandais Ali B. Il a collaboré avec plusieurs artistes étrangers dont Outlandish, Sefyu ou encore IAM.

## Biographie
Abid Tounssi naît le 23 juin 1980 à Alphen-sur-le-Rhin aux Pays-Bas de parents marocains originaires de Tanger. Il débute le rap dans les années 1990. Multilingue, il rappe d'abord en anglais avant de se mettre à écrire des textes en arabe marocain et en néerlandais.
Ses textes sont basés sur les actualités sociaux. Son nom de scène Salah Edin est basé sur le général kurde Saladin El Ayoubi. 
En 2003, Salah Edin rencontre le rappeur producteur Cilvaringz, avec lequel il signe un contrat dans son label. Sa signature va lui permettre de travailler avec des artistes internationaux dont Wu-Tang Clan et Sean Paul. Salah Edin prend part à l'une des plus grandes tournées hip-hop de l'histoire. Il visite 37 pays différents pour plusieurs concerts.
En décembre 2005, Salah Edin apparaît dans l'album de Outlandish et Hind Laroussi. En 2006, il sort sa première mixtape arabophone. Dans cet album, Salah Edin évoque la pauvreté, le conflit entre la Palestine et Israël, la politique et la religion. Dans cette même année, il prend part au film Bolletjes Blues en tant qu'acteur.
En mai 2007, Salah Edin sort son premier album néerlandophone, intitulé Nederlands Grootste Nachtmerrie. Cet album est entièrement produit par Focus, le bras droit de Dr. Dre et producteur dans le label Aftermath.
Le 4 avril 2007, une pétition est lancée pour la suppression du clip Het Land Van ..., qui selon les autorités néerlandaises influence les jeunes à se radicaliser. Le clip est une parodie faisant référence au morceau de Lange Frans & Baas B qui ont sorti auparavant le même titre en montrant le côté positif de la société néerlandaise. Dans le cover de l'album, Salah Edin est habillé de la même manière que Mohammed Bouyeri, terroriste islamiste ayant assassiné Theo van Gogh. 
Dans la même année, le politicien Geert Wilders porte plainte contre le rappeur à la suite de déclarations qu'il a fait lors d'une interview avec ''Zoomin TV'', mais les autorités ne trouvent aucun moyen de poursuivre le rappeur en justice.
En 2016, Salah Edin annonce via ses réseaux sociaux mettre un terme à sa carrière musicale pour des raisons religieuses.

## Discographie

### Albums studio
- 2007 : Nederlands Grootste Nachtmerrie (rap néerlandais)
- 2009 : Horr 2 (rap marocain)
- 2011 : WOII (rap néerlandais)

### Street-Tapes / Mixtapes
- 2003 : Hakma (rap marocain)
- 2006 : Horr (rap marocain)

## Filmographie
- 2006 : Bolletjes Blues: Tan
- 2008 : Fitna: Figurant
- 2010 : Gangsterboys: Africain
- 2010 : De president: Figurant
- 2011 : All Stars 2: Old Stars: Prisonnier

### Documentaires et interviews
- 2016 : Documentaire Mocrorappers diffusé sur Videoland ;